# Sherbournia streptocaulon
Sherbournia streptocaulon là một loài thực vật có hoa trong họ Thiến thảo. Loài này được (K.Schum.) Hepper miêu tả khoa học đầu tiên năm 1963.